# New England Patriots 2013
La stagione 2013 dei New England Patriots è stata la 44ª della franchigia nella National Football League, la 54ª complessiva e la 14ª con Bill Belichick come capo-allenatore. Per la terza stagione consecutiva la squadra ha terminato con un record di 12–4 e ha vinto il quinto titolo consecutivo della AFC East division. Nel divisional round dei playoff ha battuto gli Indianapolis Colts ed è stata eliminata nella finale della AFC dai Denver Broncos.

## Scelte nel Draft 2013
| Giro | Scelta | Giocatore         | Ruolo         | College       |
| ---- | ------ | ----------------- | ------------- | ------------- |
| 2    | 52     | Jamie Collins     | Linebacker    | Southern Miss |
| 2    | 59     | Aaron Dobson      | Wide receiver | Marshall      |
| 3    | 83     | Logan Ryan        | Cornerback    | Rutgers       |
| 3    | 91     | Duron Harmon      | Safety        | Rutgers       |
| 4    | 102    | Josh Boyce        | Wide receiver | TCU           |
| 7    | 226    | Michael Buchanan  | Defensive end | Illinois      |
| 7    | 235    | Steve Beauharnais | Linebacker    | Rutgers       |

## Staff
| Staff dei New England Patriots nel 2013 |
| --- |
| Organi dirigenziali - Chairman/CEO: Robert K. Kraft - Presidente: Jonathan Kraft - Direttore del personale: Nick Caserio Capo allenatore - Bill Belichick Altri allenatori - Assistente del capo allenatore/Offensive Line: Dante Scarnecchia - Assistente dei coach: Steve Belichick - Sviluppo della forza e della condizione: Harold Nash - Assistente dello sviluppo della forza e della condizione: Moses Cabrera Allenatori dell'attacco - Coordinatore dell'attacco/Quarterback: Josh McDaniels - Running back: Ivan Fears - Wide Receiver: Chad O'Shea - Tight End: George Godsey Allenatori della difesa - Coordinatore della difesa: Matt Patricia - Defensive Line: Patrick Graham - Linebacker: Pepper Johnson - Cornerback: Josh Boyer - Safety: Brian Flores Allenatori dello special team - Coordinatore dello Special Team: Scott O'Brien - Assistente del coordinatore dello Special Team: Joe Judge |

## Roster
| Roster dei New England Patriots nel 2013 |
| --- |
| Quarterback - 12 Tom Brady - 15 Ryan Mallett Running Back - 29 LeGarrette Blount - 38 Brandon Bolden - 46 James Develin - 22 Stevan Ridley - 34 Shane Vereen Wide Receiver - 80 Danny Amendola - 10 Austin Collie - 17 Aaron Dobson - 11 Julian Edelman - 18 Matthew Slater - 85 Kenbrell Thompkins Tight End - 47 Michael Hoomanawanui - 88 Matthew Mulligan - 45 D.J Williams Offensive Linemen - 64 Chris Barker G - 61 Marcus Cannon OL - 63 Dan Connolly OL - 67w Josh Kline OL - 70 Logan Mankins G - 77 Nate Solder T - 74 Will Svitek T/G - 62 Ryan Wendell OL Defensive Linemen - 92 Jake Bequette DE - 99 Michael Buchanan DL - 95 Chandler Jones DE - 93 Tommy Kelly DL - 50 Rob Ninkovich DL - 64b Joe Vellano DT - 75 Vince Wilfork DL Linebacker - 58 Steve Beauharnais MLB - 91 Jamie Collins OLB - 53 Ja'Gared Davis OLB - 52 Dane Fletcher MLB/OLB - 54 Dont'a Hightower OLB/MLB - 59 Chris White OLB Defensive Back - 25 Kyle Arrington CB - 36 Kanorris Davis SS - 37 Alfonzo Dennard CB - 43 Nate Ebner SS - 41 Justin Green CB - 28 Steve Gregory SS - 30 Duron Harmon FS/SS - 32 Devin McCourty FS - 26 Logan Ryan CB - 31 Aqib Talib CB - 27 Tavon Wilson SS/FS Special Team - 48 Danny Aiken LS - 6 Ryan Allen P - 3 Stephen Gostkowski K Lista delle riserve - 97 Armond Armstead DT (NF-Inj.) - 82 Josh Boyce WR (IR) - 67 Cory Grissom DT (IR) - 87 Rob Gronkowski TE (IR) - 13 Mark Harrison WR (NF-Inj.) - 93 Tommy Kelly DT (IR) - 51 Jerod Mayo OLB (IR) - 84 T. J. Moe WR (IR) - 55 Brandon Spikes MLB (IR) - 76 Sebastian Vollmer T (IR) - 75 Vince Wilfork DT (IR) - 24 Adrian Wilson SS (IR) - 66 Markus Zusevics G/T (IR) Squadra di allenamento - 68 Braxston Cave C - 65 Jordan Devey T - 84 Reggie Dunn WR - 98 Marcus Forston DT - 60 R.J. Mattes G/T - 39 Sam McGuffie RB/WR - 16 Greg Orton WR - 49 Taylor Reed LB 53 attivi, 13 inattivi, 8 nella squadra di allenamento, 0 free agent |
| Legenda - I rookie sono in corsivo. - Il primo ruolo è il principale mentre gli eventuali successivi indicano i ruoli secondari. - (IR) sta per Injured Reserve ed indica la lista ristretta per un solo giocatore infortunato che può tornare ad allenarsi dopo la settimana 6 e a rientrare in prima squadra dopo che questa ha giocato 8 partite. - (NF-Inj.) / (NF-Ill.) stanno rispettivamente per Non-Football Injured e Non-Football Illness ed indicano le liste dove viene inserito un giocatore che ha un infortunio o una malattia non dipendente dal football americano. - (PUP) sta per Physically Unable to Perform ed indica la lista dove viene inserito un giocatore mentre è in attesa di recuperare la condizione fisica. Nella stagione regolare dopo la sesta partita giocata dalla propria squadra, il giocatore ha tempo tre settimane per riprendere ad allenarsi, più tre settimane aggiuntive dal suo rientro agli allenamenti per rientrare in prima squadra. |

## Calendario

### Stagione regolare
| Turno | Data               | Ora                | Avversario            | Risultato          | Risultato          | Stadio                  | TV                 | NFL.com recap      |
| Turno | Data               | Ora                | Avversario            | Punteggio          | Record             | Stadio                  | TV                 | NFL.com recap      |
| ----- | ------------------ | ------------------ | --------------------- | ------------------ | ------------------ | ----------------------- | ------------------ | ------------------ |
| 1     | 8/9                | 1:00 p.m. EDT      | at Buffalo Bills      | V 23–21            | 1–0                | Ralph Wilson Stadium    | CBS                | Recap              |
| 2     | 12/9               | 8:25 p.m. EDT      | New York Jets         | V 13–10            | 2–0                | Gillette Stadium        | NFLN               | Recap              |
| 3     | 22/9               | 1:00 p.m. EDT      | Tampa Bay Buccaneers  | V 23–3             | 3–0                | Gillette Stadium        | Fox                | Recap              |
| 4     | 29/9               | 8:30 p.m. EDT      | at Atlanta Falcons    | V 30–23            | 4–0                | Georgia Dome            | NBC                | Recap              |
| 5     | 6/10               | 1:00 p.m. EDT      | at Cincinnati Bengals | S 6–13             | 4–1                | Paul Brown Stadium      | CBS                | Recap              |
| 6     | 13/10              | 4:25 p.m. EDT      | New Orleans Saints    | V 30–27            | 5–1                | Gillette Stadium        | Fox                | Recap              |
| 7     | 20/10              | 1:00 p.m. EDT      | at New York Jets      | S 27–30 (DTS)      | 5–2                | MetLife Stadium         | CBS                | Recap              |
| 8     | 27/10              | 1:00 p.m. EDT      | Miami Dolphins        | V 27–17            | 6–2                | Gillette Stadium        | CBS                | Recap              |
| 9     | 3/11               | 4:25 p.m. EST      | Pittsburgh Steelers   | V 55–31            | 7–2                | Gillette Stadium        | CBS                | Recap              |
| 10    | Settimana di pausa | Settimana di pausa | Settimana di pausa    | Settimana di pausa | Settimana di pausa | Settimana di pausa      | Settimana di pausa | Settimana di pausa |
| 11    | 18/11              | 8:40 p.m. EST      | at Carolina Panthers  | S 20–24            | 7–3                | Bank of America Stadium | ESPN               | Recap              |
| 12    | 24/11              | 8:30 p.m. EST      | Denver Broncos        | V 34–31 (DTS)      | 8–3                | Gillette Stadium        | NBC                | Recap              |
| 13    | 1/12               | 1:00 p.m. EST      | at Houston Texans     | V 34–31            | 9–3                | Reliant Stadium         | CBS                | Recap              |
| 14    | 8/12               | 1:00 p.m. EST      | Cleveland Browns      | V 27–26            | 10–3               | Gillette Stadium        | CBS                | Recap              |
| 15    | 15/12              | 1:00 p.m. EST      | at Miami Dolphins     | S 20–24            | 10–4               | Sun Life Stadium        | CBS                | Recap              |
| 16    | 22/12              | 4:25 p.m. EST      | at Baltimore Ravens   | V 41–7             | 11–4               | M&T Bank Stadium        | CBS                | Recap              |
| 17    | 29/12              | 4:25 p.m. EST      | Buffalo Bills         | V 34–20            | 12–4               | Gillette Stadium        | CBS                | Recap              |

Nota
- Gli avversari della propria division sono in grassetto.

### Playoff
| Turno            | Data                                      | Ora                                       | Avversario (seed)                         | Risultato                                 | Risultato                                 | Stadio                                    | TV                                        | NFL.com recap                             |
| Turno            | Data                                      | Ora                                       | Avversario (seed)                         | Punteggio                                 | Record                                    | Stadio                                    | TV                                        | NFL.com recap                             |
| ---------------- | ----------------------------------------- | ----------------------------------------- | ----------------------------------------- | ----------------------------------------- | ----------------------------------------- | ----------------------------------------- | ----------------------------------------- | ----------------------------------------- |
| Wild Card        | Qualificati direttamente al secondo turno | Qualificati direttamente al secondo turno | Qualificati direttamente al secondo turno | Qualificati direttamente al secondo turno | Qualificati direttamente al secondo turno | Qualificati direttamente al secondo turno | Qualificati direttamente al secondo turno | Qualificati direttamente al secondo turno |
| Divisional       | 11/1                                      | 8:15 p.m. EST                             | Indianapolis Colts (4)                    | V 43–22                                   | 13-4                                      | Gillette Stadium                          | CBS                                       | Recap                                     |
| AFC Championship | 19/1                                      | 3:00 p.m. EST                             | at Denver Broncos (1)                     | S 16–26                                   | 13-5                                      | Sports Authority Field at Mile High       | CBS                                       | Recap                                     |